# 恋するフットサル
恋するフットサル（こいするフットサル）は、フジテレビで放送されていた芸能人女子フットサル「スフィアリーグ」のサポート番組。

## 概要
- 芸能人女子フットサルは、2004年夏のお台場冒険王内「お台場カップ」で産声を上げ、現在はスフィアリーグを結成して定期的に大会を開催している。当番組は、スフィアリーグ参加チームの選手達の魅力を紹介する。
- BSフジで放送されていたKICK IN! GAROTAS フットサルTVはスフィアリーグの大会ドキュメントが中心。当番組は選手にスポットを当てた構成となっている。
- このほかに「恋サルニュース」という名称の情報コーナーがあり、各チームのメンバーの変動などを知らせている。

## 沿革/放送日時
- 2006年4月1日 - プレ番組「恋するフットサル4月15日(土)スタート」放映。
- 2006年4月15日 - レギュラー放送開始。ナレーションは滝下毅。
  - 2006年4月〜9月はフジテレビ土曜深夜帯の「DO!深夜」の枠内で放送。放送時間は、正式には26:15-26:45だが、各種スポーツ番組等の影響を受けてほぼ毎週変動する。
  - 2006年8月17日 - 「恋するフットサル〜サマースペシャル」放映。
- 2006年10月からは火曜日深夜、メディア工房の枠内で25:38-26:08に放送。
- 2007年3月20日 - レギュラー放送終了。
- 2007年7月15日27時00分〜28時00分 - 恋するフットサル 〜2007夏〜 に放映。

## 放送内容

### 2006年4月-9月
| 放送回 | 放送日                      | 内容 |
| ------ | --------------------------- | --- |
| -      | 2006年4月1日 27:30 - 28:00  | プレ番組「恋するフットサル4月15日(土)スタート」。過去の芸能人女子フットサル大会を紹介。 |
| 1      | 2006年4月15日 26:55 - 27:25 | ナビゲーター : 吉澤ひとみ(Gatas Brilhantes H.P.)、紺野あさ美(Gatas Brilhantes H.P.) - 小島くるみ(carezza)、井本操(carezza)と対談。お互いの相手に対する感情、今までの経緯、スフィアリーグ3rdステージの感想などを語る。司会は佐野瑞樹アナ。 |
| 2      | 2006年4月22日 28:15 - 28:45 | ナビゲーター : 吉澤ひとみ(Gatas Brilhantes H.P.)、紺野あさ美(Gatas Brilhantes H.P.) - 小島くるみ(carezza)、井本操(carezza)と対談の続き。北澤豪監督(Gatas Brilhantes H.P.)も参加し、スフィアリーグ3rdステージの結果を振り返る。司会は佐野瑞樹アナ。 |
| 3      | 2006年4月29日 27:15 - 27:45 | ナビゲーター : 時東ぁみ（ミスマガジン）、橘佳奈(TEAM dream) - ゴレイロ（ゴールキーパー）特集。スフィアリーグ各チームのゴレイロに対するインタビューや大会での活躍ぶりを送る。また、安田大サーカスの団長（蹴竹G監督）を迎え、スフィアリーグ3rdステージのミスマガジンvs蹴竹Gの試合内容を時東ぁみと振り返ったり、団長のゴレイロ体験コーナーなど。 - 第2回すかいらーくグループチャレンジCUPに出場した、スフィアリーグ選抜チームのドキュメント。                                                                                                |
| 4      | 2006年5月6日 27:30 - 28:00  | ナビゲーター : 川島令美(chakuchaku J.b)、立花彩野（ミスマガジン） - フットサルブランド特集。東京都渋谷区の GALLERY・2、青山の JOGARBOLA にて、各種フットサルブランドの紹介や、立花彩野による試着など。 - FANTASISTAのキャプテン交代、および新キャプテンの元でのスフィアリーグ3rdステージの活躍ドキュメント。 - スフィアリーグ得点王争いレポート。 |
| 5      | 2006年5月13日 27:15 - 27:45 | ナビゲーター : 高本彩(TEAM dream)、中島麻未(TEAM dream) - TEAM dream特集。東京都港区南青山のエイベックス本社屋上のTEAM dream専用フットサルコートにて、佐野瑞樹アナがチームメンバーにインタビュー。 - スフィアリーグ4thステージ直前の、各チーム練習風景や意気込みのコメントなど。 - 2006年5月5日・6日に東京都千代田区の日比谷公園にて行われた、「FOOTBALL FESTA2006 女子フットサル・セゾンカップ」のレポート。スフィアリーグから3チームが参加し、リーグ戦で勝敗を競った。 - 優勝・ミスマガジン、準優勝・carezza、3位・南葛YJシューターズ。 |
| 6      | 2006年5月20日 27:15 - 27:45 | ナビゲーター : あじゃ(chakuchaku J.b)、丸山葵(FANTASISTA) - スフィアリーグ4thステージ特集。国立代々木競技場第一体育館にて、各チームの戦いを舞台裏や控え室の様子を交えて紹介する。 - 紺野あさ美のGatas Brilhantes H.P.引退挨拶。 - リザーブリーグ3チームの戦いと勝負の明暗。 - トーナメント1回戦、Gatas Brilhantes H.P. vs ミスマガジンの戦い。 |
| 7      | 2006年5月27日 27:15 - 27:45 | ナビゲーター : あじゃ(chakuchaku J.b)、丸山葵(FANTASISTA) - スフィアリーグ4thステージ特集の続き。一回戦から決勝直前まで。 - 舞台裏レポート。ミスマガジンの食事風景、TEAM dreamのミーティング風景など。 |
| 8      | 2006年6月3日 27:40 - 28:10  | ナビゲーターなし - スフィアリーグ4thステージ決勝戦の詳報。 |
| 9      | 2006年6月10日 27:25 - 27:55 | ナビゲーター : 松原渓(南葛YJシューターズ)、溝口麻衣(ミスマガジン) - フットサル基礎講座。福永泰(ミスマガジン監督)を迎え、キックの基礎などを学ぶ。司会は佐野瑞樹アナ。 |
| 10     | 2006年6月17日 26:25 - 26:55 | ナビゲーター : 松原渓(南葛YJシューターズ)、溝口麻衣(ミスマガジン) - フットサル基礎講座の続き。福永泰(ミスマガジン監督)を迎え、パス、フェイントなどを学ぶ。 - ASAI RED ROSEの軌跡。 |
| 11     | 2006年6月24日 27:00 - 27:30 | ナビゲーター : 小島くるみ(carezza)、赤坂さなえ(carezza) - スフィアリーグ選抜チームメンバーが群馬県邑楽郡大泉町を訪れ、同地のブラジル系女子フットサルチームと親善試合を行う。大泉町は、ブラジル・タウンと呼ばれるほど、外国人の多い町。佐野瑞樹アナが同行。 |
| 12     | 2006年7月1日 26:15 - 26:45  | ナビゲーター : 小島くるみ(carezza)、赤坂さなえ(carezza) - スフィアリーグ選抜チーム vs 大泉町ブラジル系女子フットサルチームの対戦続き。2vs4でスフィアリーグ選抜チームの敗戦。 - 第1回グッドウィルカップの展望 |
| 13     | 2006年7月8日 26:15 - 26:45  | ナビゲーター無し - 第1回グッドウィルカップの展望 - カントリー娘。インタビュー |
| -      | 2006年7月15日               | 26時間テレビのため休止 |
| 14     | 2006年7月22日 26:15 - 26:45 | ナビゲーター無し - 紺野あさ美卒業スペシャル - 伊部塁(スフィアリーグスーパーバイザー)による紺野あさ美インタビュー - 第1回グッドウィルカップ 予選リーグBドキュメント |
| 15     | 2006年7月29日 27:45 - 28:15 | ナビゲーター無し - 第1回グッドウィルカップ 予選リーグA,Cドキュメント |
| 16     | 2006年8月5日 27:15 - 27:45  | ナビゲーター: 西田美歩(ミスマガジン)、夏目理緒(ミスマガジン) - 西田美歩の決定力・集中力を高めるツアー - 第1グッドウィルカップ 予選リーグDドキュメント |
| 17     | 2006年8月12日 26:30 - 27:00 | ナビゲーター無し - 第1回グッドウィルカップ 決勝トーナメント1回戦ドキュメント |
| -      | 2006年8月17日 25:55 - 26:47 | 『恋するフットサル〜サマースペシャル〜』 - 第1回グッドウィルカップ 予選大会ドキュメント総集編 |
| 18     | 2006年8月19日 26:25 - 26:55 | ナビゲーター無し - 第1回グッドウィルカップ 決勝トーナメント準決勝・決勝ドキュメント - 中村摂(蹴竹G)ドキュメント |
| -      | 2006年8月26日               | 「お笑いチャンピオンボウリング」のため休止 |
| 19     | 2006年9月2日 26:25 - 26:55  | ナビゲーター: 三宅梢子(chakuchaku J.b)、安田美香(XANADU loves NHC) - 三宅梢子(chakuchaku J.b)、安田美香(XANADU loves NHC)、山本早織(chakuchaku J.b)、田代さやか(XANADU loves NHC)によるトーク。司会は佐野瑞樹アナ。 - お台場冒険王・すかいらーくグループリーグ“真夏の女王決定戦”、予選グループA,B,Cドキュメント。 |
| 20     | 2006年9月9日 27:15〜27:45   | ナビゲーター無し - お台場冒険王・すかいらーくグループリーグ“真夏の女王決定戦”、予選グループD,Eドキュメント。 - FANTASISTA夏合宿密着 - 吉澤ひとみが語るGatasが歩んだ3年間 - #1フットサルへの情熱。インタビュアー:伊部塁。 |
| 21     | 2006年9月16日 27:15 - 27:45 | ナビゲーター無し - お台場冒険王・すかいらーくグループリーグ“真夏の女王決定戦”、予選グループFドキュメント。 - すかいらーくグループスーパーチャレンジCUPレポート。 - 吉澤ひとみが語るGatasが歩んだ3年間 - #2“キャプテン”吉澤。インタビュアー:伊部塁。 |
| 22     | 2006年9月23日 26:30 - 27:00 | ナビゲーター無し - お台場冒険王・すかいらーくグループリーグ“真夏の女王決定戦”、決勝ドキュメント。 - 吉澤ひとみが語るGatasが歩んだ3年間 - #3藤本美貴。インタビュアー:伊部塁。 |
| -      | 2006年9月30日               | ゴルフ「コカ・コーラ東海クラシック」のため休止 |

### 2006年10月-12月
| 放送回 | 放送日                       | 内容 |
| ------ | ---------------------------- | --- |
| -      | 2006年10月3日                | 「24 -TWENTY FOUR-」集中放送のため休止 |
| -      | 2006年10月10日               | 「24 -TWENTY FOUR-」集中放送のため休止 |
| 23     | 2006年10月17日 25:53 - 26:23 | - Gatas Brilhantes H.P.、carezza、TEAM dream、それぞれの近況。 - 本田朋子アナウンサーのcarezza練習体験。                                                                                |
| 24     | 2006年10月24日 25:38 - 26:08 | - スフィアリーグ5thステージ - トーナメント抽選の模様。 - スフィアリーグ5thステージ - 1回戦。 - 吉澤ひとみが語るGatasが歩んだ3年間 - #4石川梨華。インタビュアー:伊部塁。                 |
| 25     | 2006年10月31日 25:38 - 26:08 | - スフィアリーグ5thステージ - トップリーグ残留戦第一試合ASAI RED ROSE vs 南葛YJシューターズ。 - スフィアリーグ5thステージ - 準決勝第一試合Gatas Brilhantes H.P. vs YOTSUYA CLOVERS。    |
| 26     | 2006年11月7日 25:38 - 26:08  | - ミスマガジン合宿風景。 - スフィアリーグ5thステージ - トップリーグ残留戦第二試合TEAM dream vs ミスマガジン。 - スフィアリーグ5thステージ - 準決勝第二試合carezza vs FANTASISTA。       |
| 27     | 2006年11月14日 25:38 - 26:08 | - スフィアリーグ5thステージ - 決勝YOTSUYA CLOVERS vs FANTASISTA。 - 優勝記念 FANTASISTA東京タワー招待。前キャプテン・奥谷侑加からの手紙。                                               |
| 28     | 2006年11月21日 25:38 - 26:08 | - 南葛YJシューターズ・松原渓とKONANによる、高橋陽一のスタジオ訪問。 - 南葛YJシューターズメンバーインタビュー。 - 吉澤ひとみが語るGatasが歩んだ3年間 - #5みうな。インタビュアー:伊部塁。 |
| 29     | 2006年11月28日 25:38 - 26:08 | - スフィアリーグファイナルステージの展望。 - 上位3チームインタビュー。 - 吉澤ひとみが語るGatasが歩んだ3年間 - #6辻希美。インタビュアー:伊部塁。                                         |
| 30     | 2006年12月5日 25:38 - 26:08  | - スフィアリーグファイナルステージ - 1回戦。 |
| 31     | 2006年12月12日 25:38 - 26:08 | - スフィアリーグファイナルステージ - 準決勝。 |
| 32     | 2006年12月19日 25:53 - 26:23 | - スフィアリーグファイナルステージ - 決勝。 |
| -      | 2006年12月26日               | 「最後の大物韓流スター!ソン・スンホン初来日密着SP」のため休止 |

## スタッフ
- スーパーバイザー：伊部塁
- 構成：長谷川浩二、柳戸潤
- カメラ：小田裕貴
- 音声：堀田博之
- VE：白波考大
- 中継技術：片平哲也
- 編集：若宮慎也
- MA：丸山輝幸
- 音効：橅木正志
- CG：大窪マサヒロ
- スタイリスト：鈴木美代子
- メイク：渡辺いずみ
- 技術協力：スタジオヴェルト、スカイウォーカー
- 撮影協力：MIZUNO FUTSAL PLAZA
- 写真提供：ワイヤーイメージジャパン
- 協力：日本サッカー協会、東京都サッカー協会、愛知県サッカー協会、スフィアリーグ事務局
- 編成：水野綾子（フジテレビ）
- 広報：清野真紀（フジテレビ）
- イベントプロデューサー：石橋誓朗（フジテレビ）
- ディレクター：川並敏英、服部由佳子、岡野圭佑
- プロデューサー：山本哲志
- 制作協力：八峯テレビ